# María Ángeles García Ferrero
María Ángeles García Ferrero (León, 1991) es una matemática e investigadora española, que ganó el Premio José Luis Rubio de Francia 2019, lo que la reconoció como el mejor matemático joven de España de 2019.

## Trayectoria
García Ferrero nació en León en 1991. Se licenció en Ciencias Físicas en la Universidad de Valladolid. Además, obtuvo una beca FPI Severo Ochoa y realizó una estancia de tres meses en la Universidad de Minnesota. En 2018 se doctoró en Matemáticas por la Universidad Complutense de Madrid, con la tesis : Global approximation theorems for partial differential equations and applications (Teorema de aproximación global para ecuaciones en derivadas parciales y aplicaciones). Tras ello, le fue concedida una plaza de investigación postdoctoral en el Instituto Max Planck de Matemáticas en las Ciencias Naturales de Leipzig, en Alemania. En 2020, García Ferrero comenzó a trabajar para el Instituto de Matemática Aplicada de la Universidad de Heidelberg.
Ha desarrollado parte de su trabajo en el campo de las ecuaciones en derivadas parciales. En este contexto, desarrolló su teoría de aproximación global para la ecuación del calor y su aplicación al estudio de puntos calientes y superficies isotermas junto a los investigadores del Instituto de Ciencias Matemáticas Alberto Enciso y Daniel Peralta.

## Reconocimientos
Durante su etapa de estudiante, García Ferrero obtuvo la medalla de oro en las olimpiadas nacionales de Química y Física y la medalla de bronce en la Iberoamericana de Química, además del Premio Nacional Fin de Carrera y el Premio Extraordinario.
En 2019 obtuvo uno de los Premios Vicent Caselles RSME-FBBV, concedido por la Real Sociedad Matemática Española y la Fundación BBVA para reconocer la creatividad, originalidad y los logros de jóvenes investigadores en el campo de las matemáticas en sus primeros años de la carrera científica.
Un año más tarde, la Real Sociedad Matemática Española le concedió el Premio José Luis Rubio de Francia 2019 por unanimidad. Este galardón cuenta con el patrocinio de la Universidad Autónoma de Madrid y la Universidad de Zaragoza y reconoce la labor científica y las aportaciones de relevancia en el campo de las matemáticas de investigadores de hasta 32 años, tanto españoles como que hayan realizado su trabajo en España. García Ferrero fue la segunda mujer en obtener este galardón, tras la también matemática e investigadora María Pe Pereira que lo obtuvo en 2012.